# Leo Filloy
Leo Filloy es un pianista, teclista y programador nacido en Córdoba (Argentina) aunque parte de su carrera musical la ha desarrollado en Andalucía (España)

## Breve biografía

### Comienzos
Hijo de una pianista clásica profesional, Filloy estudió en el Conservatorio de su ciudad natal, contrabajo, guitarra y piano, completando estudios de composición, y desarrollando a la vez su trabajo en varios grupos de jazz rock argentinos.
En 1989 da el salto a España, y se asienta en Almería, comenzando a trabajar los conceptos de música electrónica y new age. En 1992 publica su primer disco, Noche Ambar, en un sello local, Vade Records. El disco recibe buenas críticas en los medios especializados.
Su segundo álbum aparece en 1993, publicado por el mismo sello, bajo el título de Horizonte imaginario, y en el que colaboraban músicos como Germán Alonso (Flautas y sikus).

### Reunión
En 1995, Filloy forma sociedad con algunos de los más reputados músicos españoles del género: El gallego Sergio Moure (guitarra), el almeriense Juan Manuel Cidrón (teclados y programación) y el guitarrista Juan Francisco Padilla, que venía de la música clásica. No se trata de una banda en sentido estricto, puesto que alternan las obras en grupo con las obras individuales de cada uno de ellos.
El proyecto conjunto se denomina Reunión, y con ese mismo título se bautiza su único disco, editado por la independiente andaluza Big Bang. El disco es muy bien recibido por los medios, e incluso es seleccionado como una de las 5 mejores grabaciones de nuevas músicas del año por la revista Todas las Novedades. También la revista Voice lo incluyó entre los 10 mejores discos del año.
Sin embargo, el proyecto no se mantiene mucho tiempo y Filloy, tras un par de años de giras en solitario por España e Italia (edita un disco con una independiente italiana), regresa a Argentina en 1998, cerrando así su etapa española.

## Discografía
- Noche Ambar (Vade Records, 1992)
- Horizonte imaginario  (Vade Records, 1994)
- Reunión  (Big Bang, 1995)
- Nuances  (World Music, 1996)
- Cielos primitivos  (Tritón, 2007)

### Publicaciones
- García Zurro, Agustín: De Córdoba a Almería, pasando por Argentina.Nuevas Músicas, Revista de Nuevas Tendencias Musicales, n.º 12, pag.48. Sevilla, 1994.

- Datos: Q5492496